# 김광기
김광기(金光基, 1963년 ~ )은 대한민국의 대학교수, 사회학자, 작가이다. 본관은 나주 김씨이다.

## 생애
서울특별시에서 태어났다. 성균관대학교 사회학과를 졸업하고, 보스턴 대학교에서 사회학 박사학위를 받았다. 경북대학교 사범대 일반사회교육과 교수로 재직중. 현재는 안식년
\

## 저서
- Order and Agency in Modernity : Talcott Parsons, Erving Goffman, and Harold Garfinkel. (The State University of New York Press, 2002)
- 뒤르켐&베버 : 사회는 무엇으로 사는가? (김영사, 2010)
- 우리가 아는 미국은 없다. (동아시아, 2011)
- 정신차려 대한민국 : 위기의 한국에 고한다 (RH코리아, 2012)
- Interaction and Everyday Life : Phenomenological and Ethnomethodological Essays in honor of George Psathas. (Rowman & Littlefield Pub Inc, 2012)
- 이방인의 사회학 (글항아리, 2014)
- 부자는 어떻게 가난을 만드는가 (21세기북스, 2016)
- 대한민국의 정의를 묻다 : 특혜국가와 적폐청산 (21세기북스, 2017) 등이 있다.

## 전공
- 현대사회학 이론, 현상학, 민간방법론(ethnomethodology), 지식사회학, 종교사회학, 고전사회학 이론, 근대성 등이 전공이다. 특히, 대한민국 사회학계에 어빙 고프만의 연극론적 사회학, 해롤드 가핑켈의 민간방법론, 피터 버거와 알프레드 슈츠의 현상학적 사회학 등을 소개하고 그것을 넘어 독자적인 사회학 이론인 이방인의 사회학을 구성했다.